# Ворон (сузір'я)

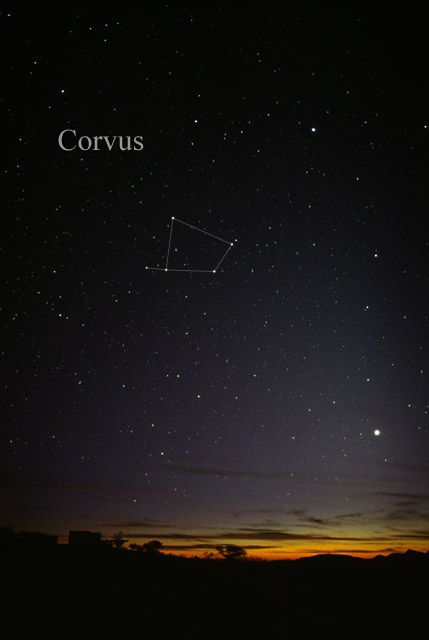
Ворон неозброєним оком.

Во́рон (лат. Corvus) — сузір'я південної півкулі зоряного неба, розташоване між сузір'ями Діви і Гідри. З території України найкращі умови видимості у квітні-травні.
Одне зі стародавніх сузір'їв. Включене до каталогу зоряного неба Клавдія Птолемея Альмагест.

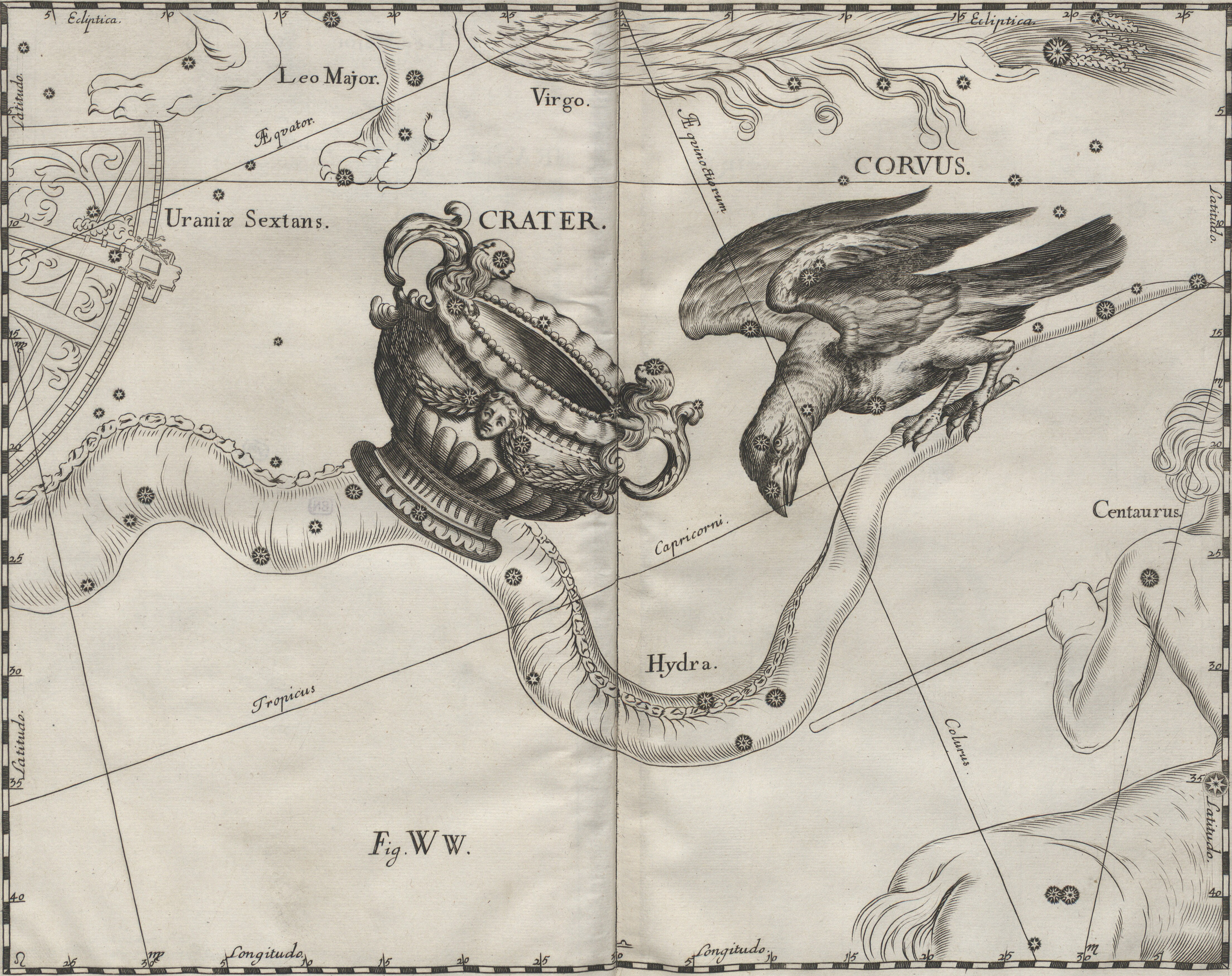
Сузір'я Чаші і Ворона у атласі Яна Гевелія Уранографія, 1690

## Цікаві об'єкти
Чотири зорі сузір'я: δ, γ, ε і β формують астеризм відомий як Вітрило Спіки. Лінія, яка проходить через γ і δ вказує на Спіку.

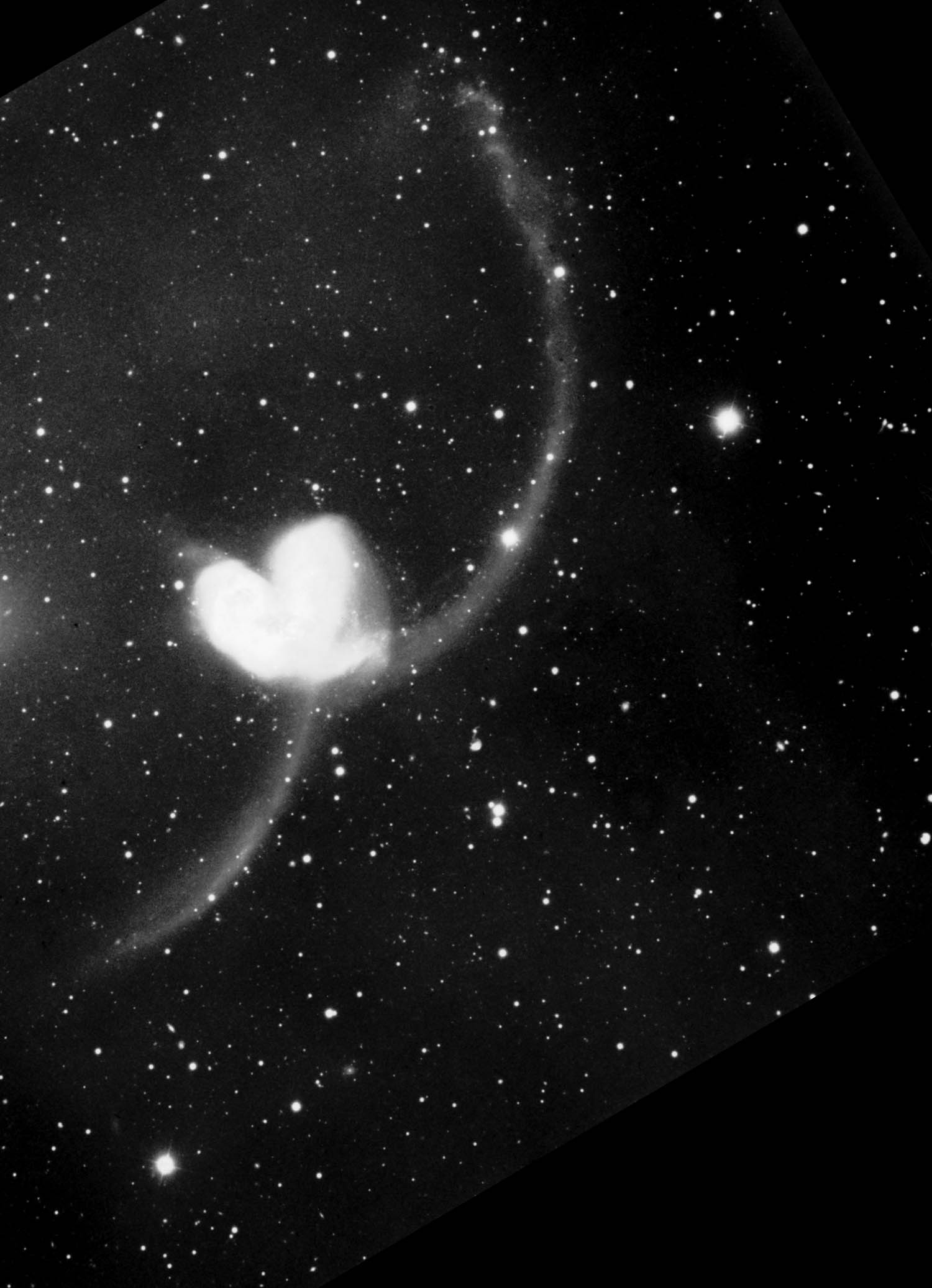
«Галактика Антен», що складається із взаємодіючих галактик NGC 4038 та NGC 4039.

Пекулярна галактика Антен складається із двох взаємодіючих галактик — NGC 4038 і NGC 4039, із Землі спостерігається у вигляді серця.
У центрі сузір'я перебуває планетарна туманність NGC 4361. Туманність має деякі ознаки еліптичної галактики, проте світло центральної зорі заважає визначити її справжню природу.